# Ніязбеков Даулет Шорайович
Ніязбе́ков Даулет Шорайович (каз. Даулет Шораевич Ниязбеков, 12 лютого 1989) — казахський борець вільного стилю, срібний та бронзовий призер чемпіонатів світу, триоразовий чемпіон та триразовий бронзовий призер чемпіонатів Азії, учасник двох Олімпійських ігор. Майстер спорту Казахстану міжнародного класу з греко-римської боротьби.

## Біографія
Боротьбою почав займатися з 2000 року. У 2009 завоював бронзову нагороду на чемпіонаті Азії серед юніорів.
Виступав за Центральний спортивний клуб армії Міністерства оборони Казахстану, Алмати.
Був капітаном збірної команди Казахстану з боротьби. Наприкінці 2021 року оголосив про завершення спортивної кар'єри. 

## Спортивні результати на міжнародних змаганнях

### Виступи на Олімпіадах
| Змагання                    | Збірна    | Вагова категорія          | Місце |
| --------------------------- | --------- | ------------------------- | ----- |
| Літні Олімпійські ігри 2012 | Казахстан | вільна боротьба, до 55 кг | 5     |
| Літні Олімпійські ігри 2020 | Казахстан | вільна боротьба, до 65 кг | 5     |

### Виступи на Чемпіонатах світу
| Змагання                        | Збірна    | Вагова категорія          | Місце  |
| ------------------------------- | --------- | ------------------------- | ------ |
| Чемпіонат світу з боротьби 2011 | Казахстан | вільна боротьба, до 55 кг | Бронза |
| Чемпіонат світу з боротьби 2013 | Казахстан | вільна боротьба, до 60 кг | 21     |
| Чемпіонат світу з боротьби 2015 | Казахстан | вільна боротьба, до 61 кг | 14     |
| Чемпіонат світу з боротьби 2016 | Казахстан | вільна боротьба, до 61 кг | 14     |
| Чемпіонат світу з боротьби 2017 | Казахстан | вільна боротьба, до 61 кг | 7      |
| Чемпіонат світу з боротьби 2018 | Казахстан | вільна боротьба, до 65 кг | 13     |
| Чемпіонат світу з боротьби 2019 | Казахстан | вільна боротьба, до 65 кг | Срібло |

### Виступи на Чемпіонатах Азії
| Змагання                       | Збірна    | Вагова категорія          | Місце  |
| ------------------------------ | --------- | ------------------------- | ------ |
| Чемпіонат Азії з боротьби 2010 | Казахстан | вільна боротьба, до 55 кг | 8      |
| Чемпіонат Азії з боротьби 2013 | Казахстан | вільна боротьба, до 60 кг | Бронза |
| Чемпіонат Азії з боротьби 2014 | Казахстан | вільна боротьба, до 61 кг | Бронза |
| Чемпіонат Азії з боротьби 2015 | Казахстан | вільна боротьба, до 61 кг | Золото |
| Чемпіонат Азії з боротьби 2016 | Казахстан | вільна боротьба, до 61 кг | Золото |
| Чемпіонат Азії з боротьби 2017 | Казахстан | вільна боротьба, до 61 кг | Бронза |
| Чемпіонат Азії з боротьби 2018 | Казахстан | вільна боротьба, до 65 кг | Золото |
| Чемпіонат Азії з боротьби 2020 | Казахстан | вільна боротьба, до 65 кг | Бронза |

### Виступи на Азійських іграх
| Змагання           | Збірна    | Вагова категорія          | Місце |
| ------------------ | --------- | ------------------------- | ----- |
| Азійські ігри 2010 | Казахстан | вільна боротьба, до 55 кг | 8     |
| Азійські ігри 2014 | Казахстан | вільна боротьба, до 61 кг | 5     |

### Виступи на Кубках світу
| Змагання                    | Збірна    | Вагова категорія          | Місце |
| --------------------------- | --------- | ------------------------- | ----- |
| Кубок світу з боротьби 2012 | Казахстан | вільна боротьба, до 55 кг | 9     |
| Кубок світу з боротьби 2013 | Казахстан | вільна боротьба, до 60 кг | 10    |

### Виступи на інших змаганнях
| Змагання                                                  | Збірна    | Вагова категорія          | Місце  |
| --------------------------------------------------------- | --------- | ------------------------- | ------ |
| Золотий Гран-прі з боротьби 2010 (Тбілісі)                | Казахстан | вільна боротьба, до 55 кг | 5      |
| Чемпіонат світу з боротьби серед військовослужбовців 2010 | Казахстан | вільна боротьба, до 60 кг | 7      |
| Київський Міжнародний турнір з боротьби 2011              | Казахстан | вільна боротьба, до 55 кг | Бронза |
| Турнір Яшара Догу 2012                                    | Казахстан | вільна боротьба, до 60 кг | 18     |
| Турнір Алі Алієва 2012                                    | Казахстан | вільна боротьба, до 60 кг | Бронза |
| Гран-прі «Іван Яригін» 2013                               | Казахстан | вільна боротьба, до 60 кг | Бронза |
| Гран-прі Німеччини з боротьби 2013                        | Казахстан | вільна боротьба, до 60 кг | Золото |
| Золотий Гран-прі з боротьби 2013 (Баку)                   | Казахстан | вільна боротьба, до 60 кг | 8      |
| Кубок Тахті 2014                                          | Казахстан | вільна боротьба, до 61 кг | Золото |
| Міжнародний турнір Дінмухамеда Кунаєва 2014               | Казахстан | вільна боротьба, до 61 кг | Золото |
| Гран-прі «Іван Яригін» 2015                               | Казахстан | вільна боротьба, до 61 кг | 17     |
| Турнір Олександра Медведя 2015                            | Казахстан | вільна боротьба, до 61 кг | Бронза |
| Турнір Алі Алієва 2015                                    | Казахстан | вільна боротьба, до 61 кг | 13     |
| Кубок Президента Казахстану з боротьби 2015               | Казахстан | вільна боротьба, до 61 кг | Золото |
| Золотий Гран-прі з боротьби 2015                          | Казахстан | вільна боротьба, до 61 кг | Бронза |
| Меморіал Вацлава Циолковського 2016                       | Казахстан | вільна боротьба, до 61 кг | Золото |
| Інтерконтинентальний кубок з боротьби 2016                | Казахстан | вільна боротьба, до 61 кг | Срібло |
| Турнір Дана Колова — Николи Петрова 2017                  | Казахстан | вільна боротьба, до 65 кг | 8      |
| Меморіал Вацлава Циолковського 2017                       | Казахстан | вільна боротьба, до 61 кг | 7      |
| Турнір Ібрагіма Мустафи 2018                              | Казахстан | вільна боротьба, до 65 кг | Бронза |
| Турнір Дмитра Коркіна 2018                                | Казахстан | вільна боротьба, до 65 кг | Бронза |
| Міжнародний турнір Дінмухамеда Кунаєва 2018               | Казахстан | вільна боротьба, до 65 кг | Бронза |
| Меморіал Вацлава Циолковського 2019                       | Казахстан | вільна боротьба, до 65 кг | Бронза |
| Міжнародний турнір Дінмухамеда Кунаєва 2019               | Казахстан | вільна боротьба, до 65 кг | Срібло |
| Меморіал Маттео Пелліконе 2021                            | Казахстан | вільна боротьба, до 70 кг | Срібло |
| Турнір Алі Алієва 2021                                    | Казахстан | вільна боротьба, до 65 кг | 7      |

### Виступи на змаганнях молодших вікових груп
| Змагання                                     | Збірна    | Вагова категорія          | Місце  |
| -------------------------------------------- | --------- | ------------------------- | ------ |
| Чемпіонат Азії з боротьби серед юніорів 2009 | Казахстан | вільна боротьба, до 55 кг | Бронза |